# یواس‌اس گیلمر (دی‌دی-۲۳۳)
یواس‌اس گیلمر (دی‌دی-۲۳۳) (به انگلیسی: USS Gilmer (DD-233)) یک کشتی بود که طول آن ۹۵٫۸۱ متر (۳۱۴٫۳ فوت) بود. این کشتی در سال ۱۹۱۹ ساخته شد.